# 2012年ロンドンオリンピックのアゼルバイジャン選手団
2012年ロンドンオリンピックのアゼルバイジャン選手団（2012ねんロンドンオリンピックのアゼルバイジャンせんしゅだん）は、2012年7月27日から8月12日にかけてイギリスの首都ロンドンで開催された2012年ロンドンオリンピックのアゼルバイジャン選手団、およびその競技結果。

## 概要
今大会は金メダル2個、銀メダル2個、銅メダル5個の合計9個のメダルを獲得した。
ウエイトリフティング男子56kg級でヴァレンティン・フリストフ が銅メダルを獲得したが、2018年に血液サンプルを再検査した結果、ドーピング違反でメダルを剥奪された。

## 選手団
- 人員: 選手 53人
- 開会式旗手: エルヌル・ママドリ

## メダル
| メダル | 選手名                     | 競技                 | 種目                             | 日付（現地） |
| ------ | -------------------------- | -------------------- | -------------------------------- | ------------ |
| 金     | トグラル・アスガロフ       | レスリング           | 男子フリースタイル60kg級         | 8月11日      |
| 金     | シャリフ・シャリホフ       | レスリング           | 男子フリースタイル84kg級         | 8月11日      |
| 銀     | ロフシャン・バイラモフ     | レスリング           | 男子グレコローマンスタイル55kg級 | 8月05日      |
| 銀     | マリア・スタドニク         | レスリング           | 女子フリースタイル48kg級         | 8月08日      |
| 銅     | ティムール・マンマドフ     | ボクシング           | 男子ヘビー級                     | 8月11日      |
| 銅     | マゴメドラサル・メジドフ   | ボクシング           | 男子スーパーヘビー級             | 8月12日      |
| 銅     | エミン・アマドフ           | レスリング           | 男子グレコローマンスタイル74kg級 | \|8月05日    |
| 銅     | ヘタグ・ガジュモフ         | レスリング           | 男子フリースタイル96kg級         | 8月12日      |
| 銅     | ユリア・ラトケビッチ       | レスリング           | 女子フリースタイル55kg級         | 8月09日      |
| 剥奪   | ヴァレンティン・フリストフ | ウエイトリフティング | 男子56kg級                       | 7月29日      |

## 種目別選手・スタッフ名簿及び成績

### 陸上競技
- ハイレ・イブラヒモフ（男子5000m）13分45秒37 決勝
- Dzmitry Marshin（男子ハンマー投げ）72.85m 予選敗退
- Layes Abdullayeva（女子5000m）15分45秒69 予選敗退

### ボクシング
- エルヴィン・マミシュザダ（英語版）（男子フライ級）第1回戦敗退
- マゴメド・アブドゥルハミドフ（男子バンタム級）第2回戦敗退
- Gaybatulla Gadzhialiyev（男子ライトウェルター級）第1回戦敗退
- Soltan Migitinov（男子ミドル級）第2回戦敗退
- Vatan Huseynli（男子ライトヘビー級）第1回戦敗退
- テイムル・ママドフ（男子ヘビー級）銅メダル獲得
- マゴメドラスル・メジドフ（男子スーパーヘビー級）銅メダル獲得
- エレーナ・ビストロポワ（女子ミドル級）第1回戦敗退

### カヌー
- バレンティン・デミヤネンコ（男子スプリント・カナディアンシングル200m）予選敗退
- セルジ・ベズグリー、マクシム・プロコペンコ（男子スプリント・カナディアンペア1000m）4位

### 自転車
- Elena Tchalykh
  - （女子個人ロードレース）途中棄権
  - （女子個人ロードタイムトライアル）41分47秒06

### 馬術
- Jamal Rahimov（障害飛越個人）予選ラウンド2敗退

### フェンシング
- サビナ・ミキナ（女子サーブル個人）第2回戦敗退

### 体操
- シャキル・シハリエフ（男子個人総合）40位

### 新体操
- アリーヤ・ガラエワ（女子個人総合）4位

### 柔道
- イルガル・ムシキエフ（男子60kg級）第2回戦敗退
- タルラン・カリモフ（男子66kg級）敗者復活戦敗退
- ルスタム・オルジョフ（男子73kg級）第3回戦敗退
- エルヌル・ママドリ（男子81kg級）第1回戦敗退
- エルハン・ママドフ（男子90kg級）第2回戦敗退
- エルマール・ガシモフ（男子100kg級）敗者復活戦敗退
- キファヤト・ガシモワ（女子57kg級）第2回戦敗退
- ラミラ・ユスボワ（女子63kg級）第2回戦敗退

### ボート
- アレクサンダー・アレクサンドロフ（男子シングルスカル）5位
- Natalya Mustafayeva（女子シングルスカル）12位

### 射撃
- イラダ・アシュモワ（女子25mピストル、エアピストル）其々予選敗退

### 競泳
- Yevgeniy Lazuka（男子100mバタフライ）53秒86 予選敗退
- Oksana Hatamkhanova（女子100m平泳ぎ）1分25秒52 予選敗退

### テコンドー
- ラミン・アジゾフ（男子80kg級）第2回戦敗退
- Farida Azizova（女子67kg級）第1回戦敗退

### ウエイトリフティング
- ワレンチン・リストフ（男子56kg級）銅メダル獲得
- アフガン・バイラモフ（男子69kg級）記録無し
- サンドラ・ハサノフ（男子69kg級）8位
- インティガム・ザイロフ（男子94kg級）6位
- Velichko Cholakov（男子105kg超級）棄権
- ボヤンカ・コストワ（女子58kg級）5位

### レスリング
- トグラル・アスガロフ（男子フリースタイル60kg級）金メダル獲得
- ヤブライル・ハサノフ（男子フリースタイル66kg級）3位決定戦敗退
- アシュラフ・アリエフ（男子フリースタイル74kg級）第2回戦敗退
- シャリフ・シャリホフ（男子フリースタイル84kg級）金メダル獲得
- ヘタグ・ガジュモフ（男子フリースタイル96kg級）銅メダル獲得
- ヤマラディン・マゴメドフ（男子フリースタイル120kg級）第1回戦敗退
- ロフシャン・バイラモフ（男子グレコローマンスタイル55kg級）銀メダル獲得
- ハッサン・アリエフ（男子グレコローマンスタイル60kg級）3位決定戦敗退
- エミン・アマドフ（男子グレコローマンスタイル74kg級）銅メダル獲得
- サマン・タマセビ（男子グレコローマンスタイル84kg級）第2回戦敗退
- Shalva Gadabadze（男子グレコローマンスタイル96kg級）敗者復活戦敗退
- マリヤ・スタドニク（女子フリースタイル48kg級）銀メダル獲得
- ユリア・ラトケビッチ（女子フリースタイル55kg級）銅メダル獲得